# Koila Nailatikau
Adi Koila Nailatikau, née Vasemaca Josephine Koila Mara en 1953,, est une cheffe coutumière, avocate et femme politique fidjienne.

## Biographie

### Jeunesse
Issue d'une famille de sept enfants, elle est la fille de Ro Litia Lala Cakobau, détentrice du titre de Roko Tui Dreketi (en), l'un des titres coutumiers les plus prestigieux de l'aristocratie fidjienne, détenu par la ou le plus haut chef de la province de Rewa et de la confédération Burebasaga, tandis que son père est Ratu Kamisese Mara, fils et héritier du Tui Nayau, l'un des chefs de l'archipel de Lau,. L'année de sa naissance, son père entre en politique, étant nommé membre du Conseil législatif des Fidji, pendant la période coloniale britannique. Ministre-en-chef de la colonie à partir de 1967, il joue un rôle clef dans les négociations qui définissent la Constitution des Fidji pour l'indépendance du pays en 1970, date à laquelle il devient Premier ministre.
Titulaire d'une licence de droit de la London School of Economics, Adi Koila Mara pratique le métier d'avocate,. En 1981 elle épouse le chef et officier militaire Ratu Epeli Nailatikau, qui l'année suivante devient le commandant des Forces militaires royales fidjiennes.

### Ministre puis otage
En février 1999, elle est cofondatrice, avec notamment son beau-frère Ratu Epeli Ganilau, du parti Alliance chrétienne-démocrate, qui demande qu'une majorité des sièges au Parlement soient réservés aux Autochtones, et que les Fidji deviennent formellement un État chrétien. Aux élections législatives de 1999, Adi Koila Nailatikau entre à la Chambre des représentants comme députée de la circonscription ethnique autochtone des îles Lau, autrefois représentée par son père avant qu'il ne devienne président de la République en 1993,. L'Alliance chrétienne-démocrate obtient trois députés, tous élus au suffrage ethnique autochtone : Adi Koila, Mitieli Bulanauca et Poseci Bune. Une fois élus, ces trois députés « abandonn[ent] le programme de leur parti » et entrent dans le gouvernement de coalition multi-ethnique du travailliste Mahendra Chaudhry, permettant à celui-ci de devenir le premier Premier ministre des Fidji qui ne soit pas d'ascendance autochtone.
Adi Koila est nommée ministre du Tourisme,. Après un an, le 19 mai 2000, le gouvernement est renversé par un coup d'État mené par l'homme d'affaires George Speight, qui se réclame de l'ethnonationalisme autochtone. Les ministres et les députés de la majorité parlementaire sont pris en otage. Le lendemain de la prise d'otage, George Speight propose de libérer les quatre femmes autochtones parmi ses otages : Adi Koila Nailatikau, Lavenia Padarath, Ema Tagicakibau et Akanisi Koroitamana. Celles-ci se concertent, et refusent unanimement, par solidarité, de quitter leurs collègues masculins,. Fin mai, tentant de faire pression sur son père pour l'amener à démissionner de la présidence de la République, George Speight menace de tuer Adi Koila ; les images télévisées des rebelles appuyant un pistolet contre la tempe d'Ali Koila contribuent grandement à la démission forcée de son père. Les quatre femmes sont finalement relâchées le 24 juin, les hommes n'étant libérés que le 13 juillet.

### Suites
À la suite du coup d'État, durant une période de loi martiale, le banquier Laisenia Qarase forme un gouvernement ethno-nationaliste autochtone et organise de nouvelles élections en 2001. À la demande de son père, Adi Koila cède sa circonscription des îles Lau à Qarase, dont le parti remporte les élections. Elle est ensuite nommée sénatrice sur proposition du Grand Conseil des chefs. Dans le même temps, son époux Ratu Epeli Nailatikau est élu président de la Chambre des représentants,. Elle s'oppose au projet de loi dit « de réconciliation, de tolérance et d'unité » initié par le gouvernement Qarase en 2005 et qui vise non seulement à compenser les victimes du coup d'État de l'an 2000 mais aussi à en amnistier les auteurs ; Adi Koila explique qu'il n'est pas possible de pardonner aux auteurs du coup d'État sans que toute la lumière soit faite sur les soutiens et les financements dont ils ont bénéficié. Malgré son opposition, toutefois, le Conseil provincial autochtone des îles Lau soutient publiquement le projet de loi.
En 2008, son époux et elle sont faits membres grand-croix de l'ordre de la Couronne des Tonga (en) par le roi des Tonga George Tupou V. Ratu Epeli Nailatikau est ensuite président de la République de 2009 à 2015.